# Recchia sessiliflora
Recchia sessiliflora es una especie de planta perteneciente a la familia Surianaceae. El epíteto específico hace alusión al hecho de que las flores son sésiles.

## Clasificación y descripción
Árboles de 6-10 m de alto, caducifolios; tronco de corteza rojiza; ramas jóvenes. Hojas alternas, compuestas, imparipinnadas, de (5,8) 9,2-12,8 (-14,5) cm de largo, folíolos alternos; estípulas de menos de 1 mm de largo; pecíolo de (0,5-)1,1-1,3 mm de largo, el haz y envés blanco. Inflorescencias de 5,5-8 cm de largo, dispuestas en espigas; brácteas y bractéolas de 1 mm de largo. Flores actinomórficas, aromáticas; sépalos 5, de 3 × 2 mm, elípticos, cara externa glandular rojiza hacia el ápice; pétalos 5, de 9-10 × 3 mm, de color amarillo-crema, oblanceolados, glabros, la base cuneada, el ápice irregularmente emarginado; estambres 10, heteromorfos, 5 largos y 5 cortos, los cortos de 3 mm de largo, los largos de 4 mm de largo; gineceo apocárpico, carpelos 2, uno abortivo, de 3 mm de largo, cada uno con dos óvulos colaterales, generalmente uno abortivo. Fruto pseudodrupa esférica, de 1,5 cm de diámetro, sésil o con pedicelo de menos de 1 mm de largo, exocarpio papiráceo de color rojo, mesocarpio delgado, negro, endocarpio lignificado, rojizo. Semilla 1 × 1,2 mm, subesférica; testa esponjosa.

## Distribución
Por el momento solo se ha localizado en el estado de Guerrero dentro de la cuenca del río Balsas.

## Ambiente
Se distribuye entre los 1000 y 1200 m s. n. m., en el bosque tropical caducifolio, en pendientes fuertes con suelos someros de origen calizo. Se le encuentra asociada a Bursera aptera Ramírez, Cedrela salvadorensis Standl., Senna wislizeni (A. Gray) H. S. Irwin & Barneby, Pseudosmodingium perniciosum (Kunth) Engl. y Beaucarnea hiriartae L. Hern. Las flores son visitadas por abejas.

## Estado de conservación
Endémica, en la Cuenca del Balsas, un área ampliamente reconocida por tener un gran número de endemismos.